# Андре Массена
Андре́ Массе́на, герцог де Ріволі, князь Еслінгенський (фр. André Masséna; 6 травня 1758, Ніцца — 4 квітня 1817) — французький генерал, маршал Франції (1804), учасник війн періоду французької республіки, а згодом імперії Наполеона I. У 1799 році командував французькою армією в Швейцарії, у 1800 році став головнокомандувачем в Італії.
Прославлений участю у битві при Ріволі (1797), в облозі Генуї (1800). Наполеон називав його «улюбленим дитям перемоги».
Похований на кладовищі Пер-Лашез.